# (37482) 2114 T-1
2114 T-1 (asteroide 37482) é um asteroide da cintura principal. Possui uma excentricidade de 0.11634170 e uma inclinação de 14.11243º.
Este asteroide foi descoberto no dia 25 de março de 1971 por Cornelis Johannes van Houten e Ingrid van Houten-Groeneveld e Tom Gehrels em Palomar.